# Župna crkva sv. Leopolda Bogdana Mandića u Dubravi
Župna crkva sv. Leopolda Bogdana Mandića katolička je crkva koja se nalazi u gradskoj četvrti Gornja Dubrava. Građena je od 1998. do 2001. godine te je blagoslovljena. Na crkvu se nastavlja kapucinski samostan.

## Povijest i arhitektura
Crkva je građena prema projektu arhitekata Ratka Holjevca i Ante Maleša iz 1998. godine. Smještena je u Gornjoj Dubravi, naselju guste stambene izgradnje obiteljskih kuća. Iako se nalazi u sporednoj ulici, svojim je oblikovanjem vizualno istaknuta u užemu urbanističkom kontekstu. Pred crkvom se nalazi velik pristupni prostor. Orijentacijom i vezom s okolinom trg je zadobio javni karakter, a njegovim uzdizanjem od razine ulice postignut je njegov privatni karakter.
Crkva je jednostavan i izdužen kubus koji ima dvostrešni krov. U pročelje crkve je integriran volumen zvonika. Longitudinalno usmjerena građevina završava izdignutim prostorom prezbiterija. Prezbiter je naglašen parapetnim zidom. U središtu je prezbiterija oltar, a lijevo od oltara se nalazi ambon. Lijevo od prezbiterija se nalazi krstionica, a desno je prostor za pjevače. Iznad prostora ulaza, na desnoj je strani smješte kor dok su ispod njega smještene ispovjedaonice.

## Galerija
- Pogled na crkvu s pristupnog trga
- Kip sv. Leopolda Mandića na prednjem pročelju
- Pogled prezbiter s ulaza u crkvu
- Oltar
- Unutrašnjost crkve
- Dekoracije u crkvi